# Zalasárszeg
Zalasárszeg là một thị trấn thuộc hạt Zala, Hungary. Thị trấn này có diện tích 3,04 km², dân số năm 2010 là 124 người, mật độ 41 người/km².